# NGC 2124
NGC 2124  è una vasta galassia a spirale situata nella costellazione della Lepre, a una distanza di circa 146 milioni di anni luce dalla nostra Via Lattea.

## Scoperta
La galassia è stata scoperta il 20 ottobre 1784 dall'astronomo britannico di origine tedesca William Herschel.

## Descrizione
NGC 2124 ha una classe di luminosità II e presenta una larga riga a 21 cm dell'idrogeno neutro.